# ست درجات من التباعد

الدرجات الست من التباعد

الدرجات الست من التباعد ست درجات انفصال (بالإنجليزية: Six degrees of separation)‏ هي عبارة عن نظرية تقول بأن كل شخص وكل شيء هو على بعد ست خطوات أو أقل من أي شخص آخر في العالم، حسب هذا المفهوم أي شخصين في العالم يمكن الربط بينهم خلال ستة أشخاص آخرين على الأكثر.
لقد تمّ تصويرها بداية من قبل كارينثي فريغيس وتمّ ترويجها من خلال مسرحية كان قد كتبها جون جويير.
هذا حالة خاصة من هذا العالم الصغير، والتي تقول ان هنالك خمس اشخاص يصلون معرفة شخصين ببعض.

## تقلّص العالم
كانت قد بدأت النظريات حول التصميم الأمثل للمدن، وتدفقات حركة المرور في المدن، الأحياء والتركيبة السكانية في رواج بعد الحرب العالمية الأولى. وهذه التخمينات توسعت في عام 1929 من قبل الكاتب الهنغاري كارينثي فيريغيس، الذي نشرَ مجموعة من القصص بعنوان كل شيء مختلف (المجرية: Minden máskép van)، إحدى هذه القطع كان بعنوان سلاسل (المجرية: Láncszemek).
في الخلاصة لقد حققت هذه القصة تعابير تصورية وخيالية للعديد من المشاكل التي من شأنها أن تأسر أجيال المستقبل من علماء الرياضيات، علماء الاجتماع، وعلماء الفيزياء في مجال نظرية الشبكات.

بسبب التقدم التكنولوجي في مجال الاتصالات والسفر، يمكن لشبكات الصداقة أن تنمو بشكل أكبر وتمتد لمسافات أكبر. اعتقد كارينثي بأن العالم الحديث كان قد بدأ يتقلّص نظراً لهذا الترابط المتزايد مابين البشر.لقد افترض بأنه على الرغم من المسافات المادية الواسعة ما بين الأفراد حول العالم، إلا أن الكثافة المتزايدة للشبكات البشرية قد جعلت المسافات الاجتماعية الحقيقة أقل بكثير.
كنتيجة لفرضية كارينثي، فإن شخصيات القصة كانت تعتقد أنه بإمكان أي شخصين أن يكونا متصلان من خلال خمسة معارف على الأكثر. 
هذه الفكرة أثرت سواء بشكل مباشر وغير مباشر على ظهور الفكرة الأولية عن الشبكات الاجتماعية.وقد اعتُبر كارينثي المُنشئ لفكرة ست درجات من الانفصال.
هناك نظرية قريبة لكنها تصف نوعية الاتصالات بدلاً من وجودها. نظرية ثلاث درجات من التأثير وقد تمّ إنشاؤها من قبل نيكولاس كريستاكيس وجيمس فولر.

## العالم الصغير
أجرى مايكل جويريفيتش عملا مؤثرا في دراسته التجريبية على بنية الشبكات الاجتماعية في معهد ماساتشوستس للتكنولوجيا عام 1961 حيث نشر أطروحة دكتوراة بعنوان Ithiel de Sola Pool. 

عالم الرياضيات النمساوي مانفريد كوشين -من الذين شاركو في التصميم الحضري- كان قد استقرأ هذه النتائج التجريبية في مخطوطة رياضية تحت عنوان الاتصالات والتأثيرات (بالإنجليزية: Contacts and Influences)‏،  
الخلاصة أن الكثافة السكانية في الولايات المتحدة الأمريكية من دون البنية الاجتماعية، «من المؤكد عملياً أن أي اثنين يمكن أن يتصلا مع بعضهم البعض عن طريق اثنين من الوسطاء على الأكثر. بينما في بنية سكانية اجتماعية منظمة فإنها أقل احتمالاً إلا أنها لا تزال تبدو مرجحة. وربما من أجل سكان العالم بأسره، فمن المحتمل بأن شخص وسيط واحد يجب لزومه».
المحاكاة -التي نُفذّت على أجهزة حواسيب محدودة نسبياً عام 1973- كانت مع هذا قادرة على التنبؤ بأن وجود ثلاث درجات من الانفصال عبر سكان الولايات المتحدة الأمريكية هو أكثر واقعية، مما يُنذر بنتائج عالم النفس الأمريكي ستانلي مليغرام.
تابع مليغرام تجارب جويريفيتش في شبكات التعارف في جامعة هارفرد في كامبريدج.

## تجربة ميلغرام
«ست درجات انفصال» اكتشفت من جديد في عام 1967 بشكل مستقل على يد ستانلي ميلغرام، أستاذ بجامعة هارفارد في علم النفس الاجتماعي المشهور بتجربته المتعلقة بالانصياع للسلطة. ميلغرام سعى إلى تحديد عدد الأشخاص الذين كنت بحاجة إليهم، للإيجاد صلة بين أي شخصين في الولايات المتحدة. لمعرفة ذلك كان عليه إجراء ما يلي: أولاً تحديد عضوين من الهدف الواحد من مدينة شارون ماساتشوستس، وفي بوستن. وتتمثل الخطوة التالية بإرسال160 حزمه عشوائية إلى' (ويتشيتا) (Wichita)، في كنساس (أوماها) (Omaha)، طلب منهم المشاركة في البحث. وتشمل ألحزمه موجز للبحث، معلومات حول الوجهة وبطاقات بريدية والتعليمات.
التعليمات بان يرسل الشخص الذي استقبل ألرزمه بطاقة بريدية للمتابعة والتعقب لهاروارد، ومحاولة نقل الحزمة إلى الوجهة على النحو التالي: إذا كان الشخص قد تلقى البطاقة البريدية على معرفة بالرجل شخصيا، عليه إرسال الحزمة مباشرة. وإلا، فإنه ينبغي إرسال الحزمة إلى شخص لديه معرفة شخصية مع الهدف. وكان أغلب الظن ان التجربة ستحتاج أكثر من 100 وسيط لتصل الهدف. بمعنى تشكيك بنجاح التجربة، فيكفي شخص واحد فقط ان لا يشارك في العمل على كسر السلسلة. تفاجأ ميلغرام كثيرا عندما وصلت أول بطاقة في غضون أيام قليلة، إلى مقصدها، وانتقلت عن طريق شخصين فقط. في نهاية المطاف توصل ميلغرام إلى 42 بطاقة تصل لهدفها. ميلجرام وجد أن هناك حاجة إلى متوسط عدد الوسطاء لنقل الحزم للهدف هو 5.5، بالتقريب إلى-«ست درجات انفصال».
من الأخصائي الاجتماعي توماس بلاس الذي بحث في تجربة ميلجرام، وجد ان ميلغرام نفسه لم يستخدم مصطلح «ست درجات انفصال». يرجع تاريخ هذا المصطلح إلى مسرحية ذات شعبية كبيرة «ست درجات من فصل» لجون جويير حتى ان هنالك نسخته سينمائية للمسرحية الشعبية هذه كما يظهر في المسلسل التلفزيوني الأمريكي ست درجات (Six Degrees)، الذي يعرض اللقاء بين ستة أغراب في نيويورك

## استمرار البحث: مشروع العالم الصغير
عام 2003، في جامعة كولومبيا أُجري أول تكرار لتجربة ميلغرام على نطاق واسع في بيئة حديثة مبنية على شبكة الانترنت.دُعيت جهودهم باسم مشروع العالم الصغيرتضمّنَ 24.163 سلسلة بريدية إلكترونية موجّهة إلى 18 هدف من 13 بلد مختلف حول العالم.

تقريباً 100.00 شخص كانوا قد سجّلوا أسماءهم، ولكن 384 فقط (%3) وصلت إلى الهدف النهائي.

## البحث
العديد من الدراسات، مثل تجربة ميلغرام العالم الصغير، تمَّ إجراؤها لقياس هذا الترابط تجريبياً. مصطلح «ست درجات من الانفصال» كثيراً ما استُخدم كمرادف لفكرة ظاهرة «العالم الصغير».

مع ذلك، فإن الناقدين جادلوا بأن تجربة ميلغرام لم تقم بإثبات وجود مثل هذا الترابط، 

و إدّعاء «الست درجات» تم شجبه كـ «خرافة حضرية أكاديمية». 

أيضاً وجود مجموعات معزولة من البشر، كمجموعة كوروبو(بالإنجليزية: Korubo)‏ وغيرهم من السكان البرازيلين الأصليين،

من شأنه أن يُبطل أدق تفسير لهذه الفرضية.

## شبكات الحواسيب
عام 2001، حاول دنكان واتس دنكان واتس، أستاذ في جامعة كولومبيا، إعادة تجربة ميلغرام على شبكة الانترنت، وذلك بإٍستخدام رسالة بريدية إلكترونية كـ «رزمة» يجب أن يتمّ تسليمها، بواسطة 48.000 مرسل و19 هدف في 157 بلد. وجدَ واتس أن المتوسط (وليس الحد الأقصى) لعدد الوسطاء كان بحوالي الستة.
دراسة اُجريت عام 2007 من قبل جور ليسكوفك Jure Leskovec وإريك هورفيتز Eric Horvitz [الإنجليزية] اختبرت مجموعة من البيانات من الرسائل الفورية مؤلفة من 30 بليون محادثة بين 240 مليون شخص. وجدوا أن متوسط طول المسار مابين مستخدمي مايكروسوفت مسنجر (بالإنجليزية: Microsoft Messenger)‏ هو 6,6 . 

## الترويج
لم يعد مفهوم «الست درجات» يقتصر على الفكرى الأكاديمي أو الفلسفي، ففي الآونة الأخيرة قد أثرَّ في كافة أنحاء الثقافة الشعبية.
محققة مزيداً من التقدم في تكنولوجيا الاتصالات -وبخاصة الإنترنت- فإنها قد وجّهت اهتماماً كبيراً للشبكات الاجتماعية والترابط البشري.
وفيما يلي بعض الطرق لأفكار كانت قد شكلّت هذه الثقافة الشعبية:
- مسرحية جون جويير «ست درجات من الانفصال»

جون جويير كاتب مسرحي أمريكي الجنسية، عام 1990 كتب مسرحية بعنوان «ست درجات من الانفصال» والتي تمّ انتاجها في وقت لاحق كفيلم عام 1993 الذي شاع ذكره، وهي من أكثر أعمال جويير انتشاراً حول العالم.
- لعبة كيفين بيكون

لعبة «ست درجات من كيفين بيكون» 
التي تمّ اختراعها بناء على مفهوم: الهدف هو ربط أي ممثل لـ كيفين بيكون كيفين بيكن من خلال ما لا يزيد عن ستة وصلات، بحيث يتم ربط ممثلين مع بعضهما إذا كانا قد ظهرا في فيلم أو إعلان معاً.
تمّ إنشاؤها من قبل أربعة طلاب في كلية أولبرايت (بالإنجليزية: Albright College)‏ في ولاية بنسلفانيا.